# Герб Галичини та Володимирії
Герб Галичини́ та Володимирії — герб адміністративної одиниці у складі Австрійської (згодом Австро-Угорської) імперії — королівства Галичини і Володимирії.

## Історія
Після першого поділу Речі Посполитої в 1772 році Галичина була включена саме в австрійську частину імперії, не зважаючи на давні претензії угорських королів на володіння Галичиною. Тоді ж три золоті корони в синьому полі стали крайовим гербом Галичини. Цей герб використовувався спільно з гербом Володимирії: у синьому полі дві шаховані червоним і сріблом балки.
1773 р. на жетонах на честь приєднання Галичини і Володимирії було зображено новий герб провінції, що об'єднував герби Галичини (у синьому полі три золоті корони, 2:1), Володимирії (у синьому полі дві шаховані червоним і сріблом балки) і Заторського князівства (у срібному полі червоний орел). Поверх усього розміщувався щиток з австрійським гербом (у червоному полі срібна балка).
1775 року герб Краківського герцогства поступився місцем срібному орлу в синьому полі герба Заторського князівства. 1782 року до герба додалися нове поле з гербом Освенцимського князівства (у синьому полі срібний орел).
У 1804 році герб королівства Галичина став таким: синій щит перетятий червоною балкою, вгорі чорна галка зі складеними крильми, знизу — три золоті корони 2:1. Цей герб використовувався спільно з гербом Володимирії: у синьому полі дві шаховані червоним і сріблом балки.

## Галерея

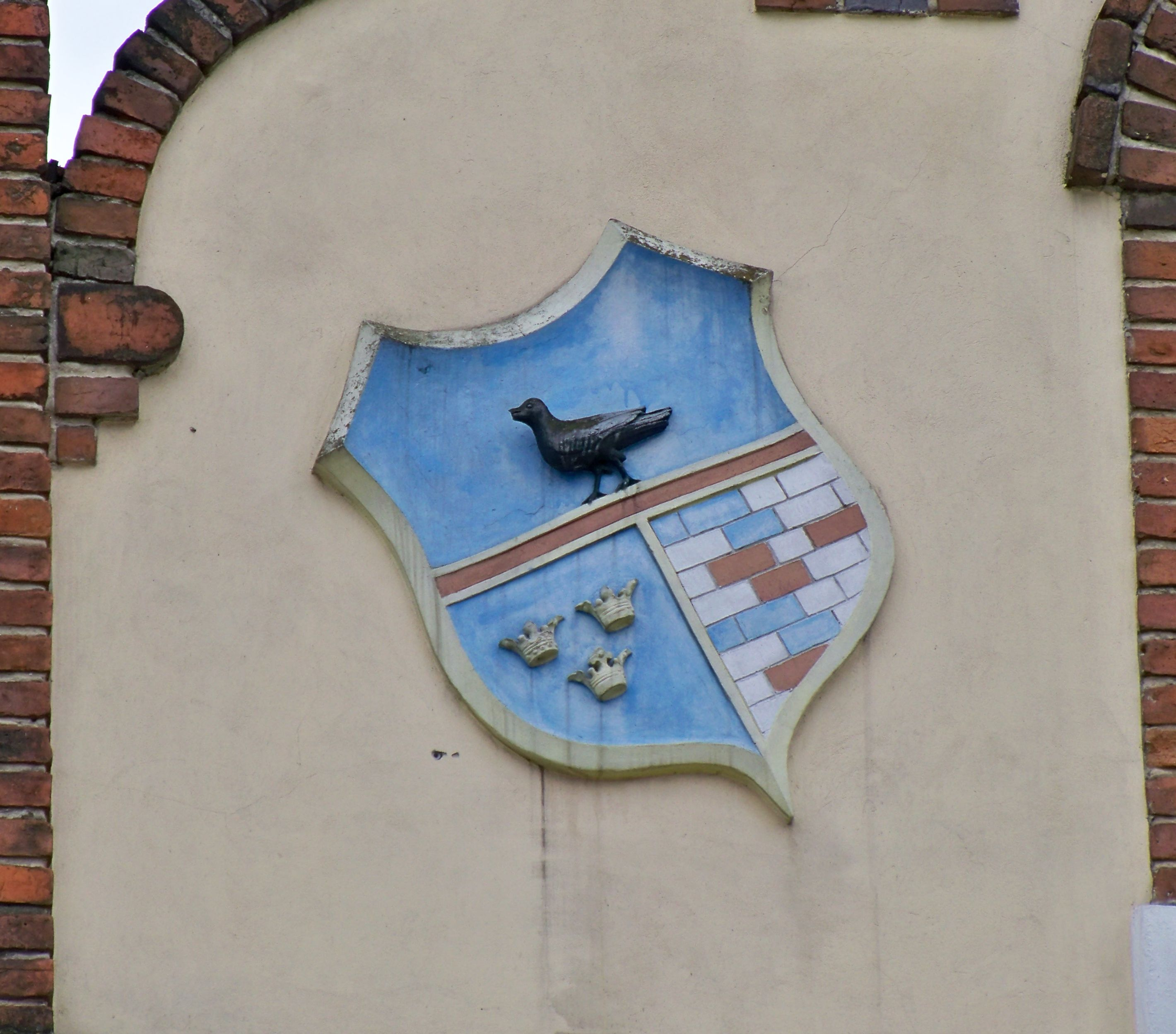
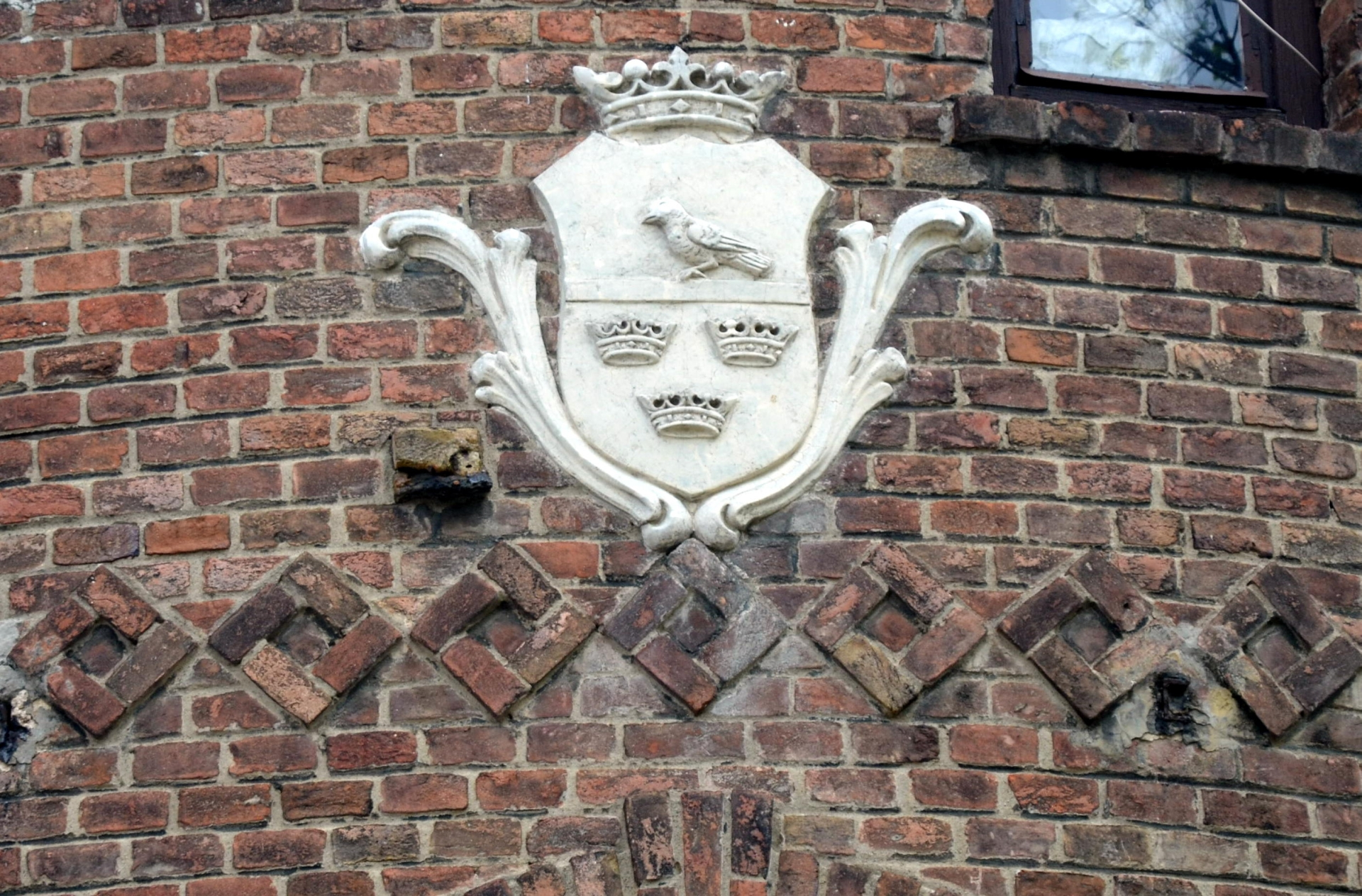
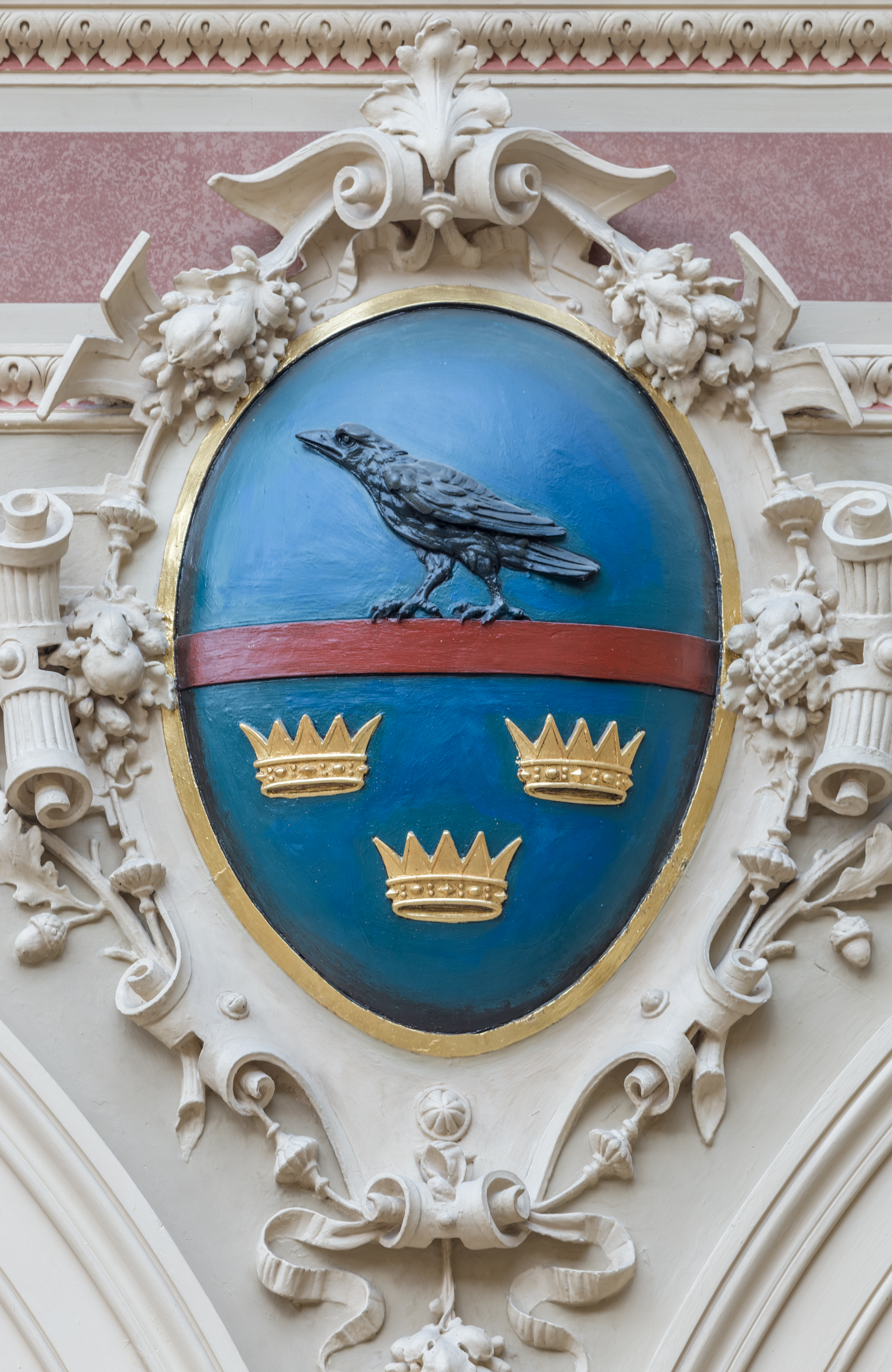
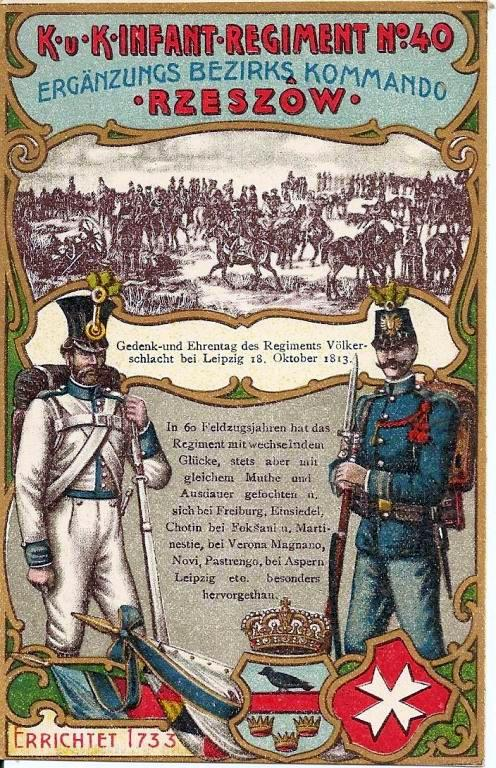
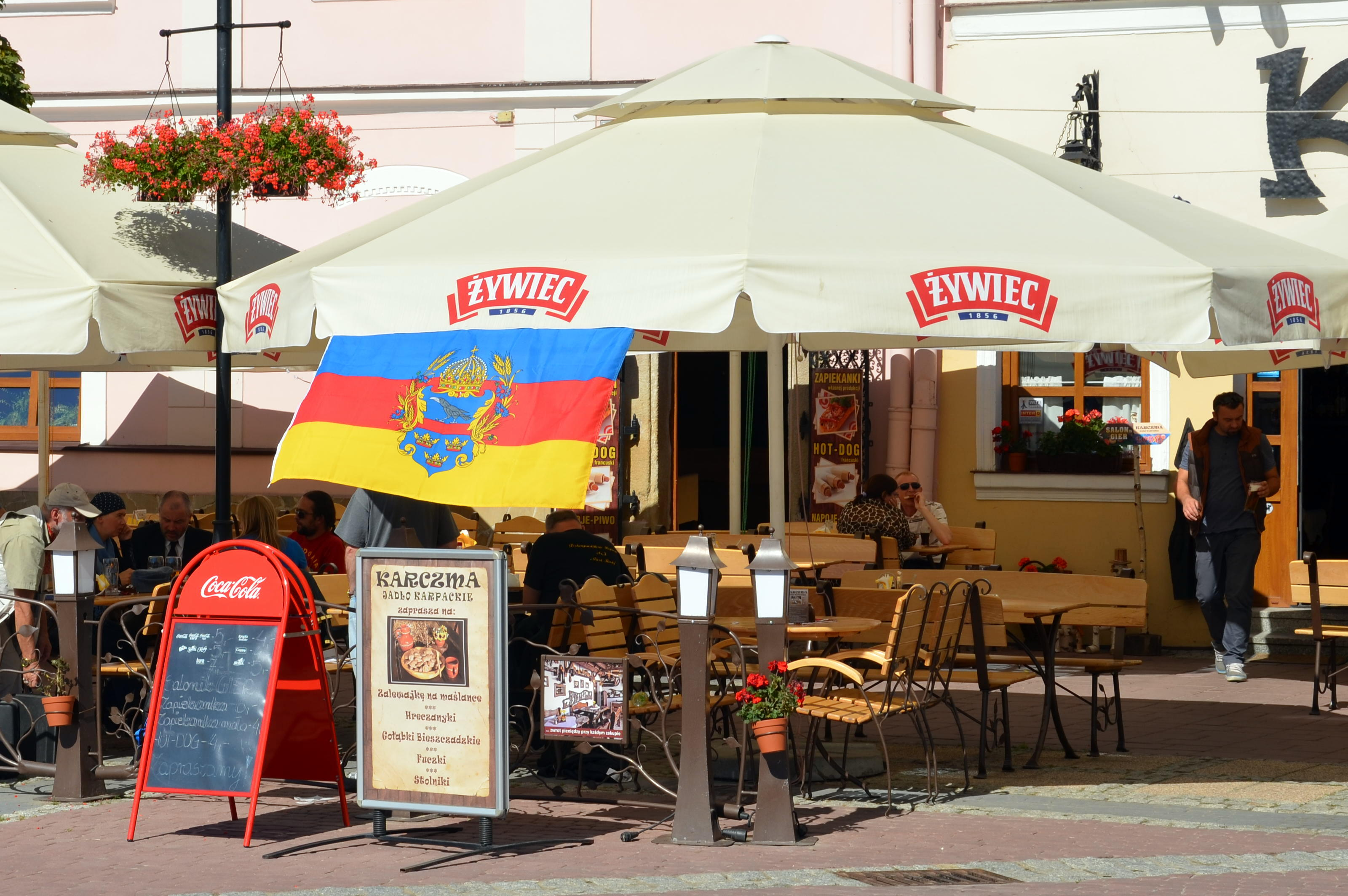